# Thomas D. Brock

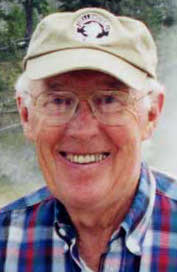
Thomas D. Brock (2002)

Thomas Dale Brock (* 10. September 1926 in Cleveland, Ohio; † 4. April 2021 in Madison, Wisconsin) war ein US-amerikanischer Mikrobiologe und Hochschullehrer, der insbesondere 1969 zusammen mit Hudson Freeze durch die Entdeckung des Thermus aquaticus bekannt wurde, thermophile (wärmeliebende), gramnegative Bakterien, die beispielsweise in heißen Quellen und Geysiren im Yellowstone-Nationalpark leben. Thermus aquaticus wurde ab 1988 durch seine thermostabile DNA-Polymerase (nach seinem Namen auch als Taq-Polymerase oder kurz Taq-Pol bezeichnet) bekannt, welche die Polymerase-Kettenreaktion (PCR) zur Vervielfältigung der DNA wesentlich vereinfacht.

## Leben
Thomas Dale Brock, Sohn von Thomas Carter Brock und der Krankenschwester Helen Ringwald, absolvierte seinen Militärdienst in der US Navy. Ein Studium der Botanik an der Ohio State University (OSU) beendete er 1949 mit einem Bachelor of Science (B.S. Botany). Ein darauf folgendes postgraduales Studium an der Ohio State University im Fach Mykologie schloss er 1950 mit einem Master of Science (M.S. Mycology). 1952 erwarb er einen Doctor of Philosophy (Ph.D.) im Fach Mykologie an der Ohio State University. Im Anschluss übernahm er seine erste Professur an der Western Reserve University (WRU). 1960 wechselte er als Professor für Bakteriologie an das Indiana University System, wo er bis 1971 unterrichtet. Während dieser Zeit wurde er 1969 zusammen mit Hudson Freeze durch die Entdeckung des Thermus aquaticus bekannt. Diese thermophilen (wärmeliebenden), gramnegativen Bakterien, die beispielsweise in heißen Quellen und Geysiren im Yellowstone-Nationalpark leben, wurden ab 1988 durch ihre thermostabile DNA-Polymerase (nach seinem Namen auch als Taq-Polymerase oder kurz Taq-Pol bezeichnet) bekannt, welche die Polymerase-Kettenreaktion (PCR) zur Vervielfältigung der DNA wesentlich vereinfacht.
Brock, der sich auch in der Society of American Bacteriologists (SAB) und der daraus 1960 hervorgegangenen American Society for Microbiology (ASM) engagierte, übernahm 1971 eine Professur für Bakteriologie an der University of Wisconsin–Madison und lehrte dort bis zu seiner Emeritierung 1990. Während dieser Zeit war er zwischen 1980 und 1983 auch Leiter der Abteilung Bakteriologie der University of Wisconsin–Madison. Er war bis zu seinem Tode durch einen Sturz am 4. April 2021 mit Katherine Middleton verheiratet.

## Veröffentlichungen
Neben seiner Lehr- und Forschungstätigkeit veröffentlichte Thomas D. Brock auch zahlreiche Aufsätze in Fachzeitschriften und Fachbüchern. Zu seinen Veröffentlichungen gehören:
- Pasteur and modern science, Mitautor René J. Dubos, 1960
- Milestones in Microbiology, 1961, ISBN 978-0-68588-616-8
- Inhibition of Endotrophic Sporulation by Antibiotics, 1962
- Principles of microbial ecology, 1966
- The application of micro-autoradiographic techniques to ecological studies, Mitautorin M. Louise Brock, 1968
- Biology of microorganisms, 1970, ISBN 0-130-86604-0
- Life in the geyser basins, 1971
- Basic microbiology with applications, 1973, ISBN 0-130-65300-4
- Thermophilic microorganisms and life at high temperatures, 1978
- Memberane Filtration. A User's Guide and Reference Manual, 1983, ISBN 978-0-91023-900-4
- A Eutrophic Lake. „Lake Mendota, Wisconsin“, 1985, ISBN 978-1-46126-451-4
- Thermophiles. General, molecularand applied microbiology, 1986, ISBN 0-471-82001-6
- Biology Microorganisms, 1988, ISBN 978-0-13077-561-0
- Robert Koch. A Life in Medicine and Bacteriology, 1988, ISBN 978-1-55581-143-3
- Microorganisms. From smallpox to lyme disease. Readings from Scientific American magazine, 1990, ISBN 0-716-72084-1
- The emergence of bacterial genetics, 1990, ISBN 0-879-69350-9
- Biotechnology. A Textbook of Industrial Microbiology, Mitautoren Wulf Crueger, Anneliese Crueger, 1991, ISBN 978-0-87893-135-4
- Life at high temperatures, 1994
- Microbiologia, 1994, ISBN 978-9-68880-325-7
- Francis Brock and descendants. A genealogical narrative, 2001
- The Ringwald family in Wagenstadt (Baden) Germany and Chillicothe, Ohio, 2008

in deutscher Sprache
- Brock Mikrobiologie, Mitherausgeber Michael T. Madigan, John M. Martinko, Jack Parker, 13. Auflage, 2013, ISBN 978-3-86894-144-9